# Daniel Moi
Daniel Toroitich arap Moi (ur. 2 września 1924 w Sacho, zm. 4 lutego 2020 w Nairobi) – kenijski polityk, w latach 1967–1978 wiceprezydent, w latach 1978–2002 prezydent Kenii.

## Życiorys
Urodził się w Sacho w prowincji Rift Valley na zachodzie kraju. Po ukończeniu szkoły średniej w 1946 roku, pracował jako nauczyciel. W 1955 roku założył Afrykański Demokratyczny Związek Kenii (KADU), którego celem była obrona interesów mniejszych plemion, takich jak Kalenjin, do którego sam należał. W 1963 roku Jomo Kenyatta przekonał go do połączenia sił, co też nastąpiło. W 1964 roku otrzymał nominację na stanowisko ministra spraw wewnętrznych, a w 1967 roku został wiceprezydentem Kenii. W 1978 roku, po śmierci Kenyatty, został zaprzysiężony na urząd prezydenta kraju. Przez powszechne protesty i naciski z zagranicy, został zmuszony do przeprowadzenia przedterminowych wyborów w 1992 roku. Poprowadził partię KANU do zwycięstwa w wyborach w 1992 i 1997 roku. Stanowisko sprawował do wyborów w 2002 roku, po których wycofał się z polityki.
Moi jest znany Kenijczykom jako „Nyayo”, co w języku suahili oznacza „kroki, ślady”, ponieważ często mówił, że podąża śladami pierwszego prezydenta, Jomo Kenyatty. Nazywają go także „profesorem polityki”, gdyż był prezydentem swojego kraju przez 24 lata, najdłużej w historii Kenii.